# ولادیمیر شکویان
ولادیمیر آرمناکی شکویان (ارمنی: Վլադիմիր Արմենակի Շեկոյան؛  زادهٔ ۹ فوریهٔ ۱۹۴۲) ایمنی‌شناس اهل ارمنستان است.

## زندگی‌نامه
وی در ۹ فوریهٔ ۱۹۴۲ در ایروان به دنیا آمد و از دانشگاه پزشکی دولتی ایروان (۱۹۶۴) فارغ‌التحصیل گشت. همچنین برندهٔ جوایزی همچون مدال مخیتار هراتسی (۲۰۰۰) و دانشمند شایسته جمهوری ارمنستان (۲۰۱۰) شده است.

## یادداشت
1. ↑  բժշկական գիտությունների դոկտոր